# Eugenia latifolia
Eugenia latifolia är en myrtenväxtart som beskrevs av Jean Baptiste Christophe Fusée Aublet. Eugenia latifolia ingår i släktet Eugenia och familjen myrtenväxter. Inga underarter finns listade i Catalogue of Life.